# Scitala calescens
Scitala calescens är en skalbaggsart som beskrevs av Blackburn 1907. Scitala calescens ingår i släktet Scitala och familjen Melolonthidae. Inga underarter finns listade i Catalogue of Life.